# Час (мовознавство)
Час — граматична категорія дієслова, яка є специфічним мовним зображенням об'єктивного часу. Вона слугує для часової локалізації події або стану, про які йдеться у реченні. За допомогою часу висловлюється одночасність, передування або наслідок події відносно моменту мовлення або ж якоїсь іншої точки відліку.

## Історія
Від праслов'янської мови давньоруська мова успадкувала систему чотирьох минулих часів і одного теперішнього/майбутнього. Аорист (носихъ) був час на означення минулих подій, що наставали одна за одною (розповідний минулий), імперфект (носяхъ) окреслював минулі дії, не включені в низку послідовних подій, перфект (єсмь носилъ) був минулим результативним (минулі події, чиї наслідки тривають), а плюсквамперфект (быхъ носилъ) окреслював минулі дії, що передували іншим минулим. Ця система минулих часів розклалася, і в живій мові вийшла з ужитку найпізніше на межі XIII–XIV столітті з тим, що функції універсального минулого часу перебрав перфект, який уже від XIV століття міг уживатися також без допоміжного дієслова, не мавши, отже, особових закінчень (я, ты, онъ носилъ). Уживання допоміжного дієслова (форм теперішнього часу бути) краще зберігалось у західних говірках, де воно, злившись із головним дієсловом, створювало нові особові форми (носив'єм, носив'єсь). На основі колишнього перфекта витворився новий плюсквамперфект (був носив), уживання якого, одначе, факультативне, і який тепер частіше окреслює дію, замірену, але не здійснену. Нерозчленованість теперішнього/майбутнього часу в давньоукраїнській мові могла надолужуватись уживанням дієслів «почьну, хочю, имамь» плюс інфінітив у значенні майбутнього часу (почьну носити) або дієслова буду плюс дієприкметник на -л- (буду носилъ), але вживання цих конструкцій не було граматикалізоване. Від XIV століття починає формуватися новий майбутній час, спершу з допоміжного дієслова иму плюс інфінітив (иму носити, носитиму), а далі також буду плюс інфінітив (буду носити). Перебудова системи часів дієслів, що припадає в основному на XIV–XV століття сталося насамперед унаслідок розвитку категорії дієслівного виду. Подібна перебудова відбулася в усіх північнослов'янських (східнослов'янських і західнослов'янських) мовах, за винятком лужицьких, тоді як південнослов'янські (македонська, болгарська й сербохорватська мови) в головному зберегли стару систему часів.

## Значення часів
В українській мові дієслівний час визначає подію стосовно моменту мовлення як одночасну (теперішній час), наступну або майбутню (майбутній час), таку, що відбудеться перед іншою в майбутньому (передмайбутній час), минулу (минулий час) і таку, що вже відбулася до певного моменту в минулому (давноминулий час).
При відносному використанні часу (не пов'язаному з поточним моментом мовлення), наприклад у підрядних реченнях при дієсловах думки, мовлення або почуття, подія орієнтується на дію головного речення. Наприклад: «Йому здалося, що в будинку хтось ходить»; «Він сказав, що приїде».
Натомість давноминулий час указує дію, яка орієнтована стосовно точки відліку, локалізованої у минулому. Наприклад: «Мати вже знала була, що так станеться, коли він подзвонив і сказав, що не приїде». Щодо передмайбутнього часу, то його не знають лише південно-східні говори. Він означає дію в майбутньому, яка передує якійсь події теж у майбутньому. Наприклад: «Ти схаменешся через годину, але я буду пішов.» (= я піду раніше ніж ти схаменешся) або «Я впевнений, що ти будеш заснула, коли ми прийдемо» (= ти заснеш не в той момент, коли ми прийдемо, а за деякий час перед тим).
Інші мови, на додаток до аналога давноминулого часу (або плюсквамперфекту, лат. plusquamperfectum), мають також інші види часів, орієнтовані стосовно точки відліку у минулому чи майбутньому. До часів «передування» відносяться, окрім плюсквамперфекта, передмайбутній час (лат. futurum exactum) та перфект (лат. perfectum). Сюди ж відносяться часи «наслідування» — майбутній час у минулому (лат. futurum præteritum) та часи, що сполучають наслідування та передування (попередній майбутній час у минулому).
Особливий випадок являє собою переносне вживання часів, коли мовець подумки переносить себе в інший часовий план і знову програє минулі події, наприклад: «Виходжу я вчора на двір…» (історичний минулий час), або випереджає майбутнє: «Ну все, я пішов».
Категорія часу тісно пов'язана з категоріями виду та способу, що іноді ускладнює виділення часу в окрему категорію. Наявність у багатьох мовах декількох часів у межах минулого, теперішнього або майбутнього часів обумовлюється не тільки відносним часом, а й існуванням певних значеннєвих відмінностей між формами часів. Саме так протиставляються одне одному аорист та перфект. Модальна забарвленість форм майбутнього часу змушує деяких дослідників відносити виключати ці форми з категорією часу та відносити їх до категорії способу. Дані неіндоєвропейських мов показують, що вид, час і спосіб іноді виступають у нероздільній єдності. Так, основні форми арабського дієслова, так звані перфект та імперфект, висловлюють нероздільне значення виду та часу: перфект — значення завершеної дії, яка передує точці відліку, а імперфект — значення незавершеної дії, яка є одночасною до точки відліку. Дієслівні форми бірманських мов, деяких мов американських індіанців та австралійських аборигенів виражають нероздільно час і спосіб.

## Засоби вираження часів
Засоби вираження часів по мовах світу дуже різноманітні. Часто в рамках однієї мови часи можуть бути виражені синтетичними та аналітичними формами (наприклад, буду писати — писатиму). У деяких мовах, наприклад, в ісландській, не існує спеціальної форми майбутнього часу. Майбутній час висловлюється формою теперішнього часу, та його майбутнє значення можна визначити тільки з контексту. В австроазійських мовах будь-які часи висловлюються спеціальними придієслівними частками, що супроводжують дієслово.
В сучасній українській мові система часів дієслів будується на протиставленні минулого неминулому. Минулий час не має особових закінчень, а має родові, неминулий має особові закінчення. Неминулий складається з двох паралельних форм майбутнього часу (буду носити, носитиму) і так званого теперішнього. Останній в суті речі атемпоральний і може показувати дію одночасну з мовою (несу дрова), постійну (Десна впадає в Дніпро), минулу (1581 року виходить друком Острозька Біблія) і майбутню (понесу дрова) залежно від умов контексту і вибору видової форми. У цілому українська мова належить до мов, у яких часи дієслів і категорія часовості в дієслові до певної міри нейтралізовані й відіграють підпорядковану роль. Відповідно, умовний і наказовий способи та інфінітив взагалі не мають часу, а в структурі складного речення нема узгодженості в часі між головним і підрядним реченням, і теперішній час може вживатися як універсальний у підрядному реченні (Наприклад: Він бачив, що йде дощ — англ. Не saw that it was raining).